# Substitution (kryptologi)
 For alternative betydninger, se Substitution. (Se også artikler, som begynder med Substitution)
I kryptologien er en substitution erstatning af tegn eller blokke af tegn med andre efter et fastlagt mønster, der kan være bestemt af krypteringsnøglen. Dette er i kontrast til permutation, der ombytter elementernes rækkefølge, men ikke ændrer elementerne selv.
Anvendes en fast (hemmelig) substitution som krypteringsalgoritme, kaldes dette en substitutionsalgoritme (eng. substitution cipher). Dette er hvad der klassisk forstås med en kode; man kan f.eks. tænke på kodebøger mm. En substitutionsalgoritme brydes relativt let ved frekvensanalyse.